# 6807 Brünnow
(6807) Brunnow, denumire internațională (6807) Brünnow, este un asteroid din centura principală de asteroizi.

## Descriere
6807 Brünnow este un asteroid din centura principală de asteroizi. A fost descoperit pe 24 septembrie 1960 la Observatorul Palomar de Cornelis Johannes van Houten, Ingrid van Houten-Groeneveld și Tom Gehrels. Asteroidul prezintă o orbită caracterizată de o semiaxă mare de 2,28 ua, o excentricitate de 0,12 și o înclinație de 4,2° în raport cu ecliptica.